# Ruină
Ruină (lat.ruere = surpătură) este un termen care se referă la o construcție părăsită care a ajuns într-o stare de paragină, fiind prezente numai resturi din construcția inițială. In trecut ruinele în general erau lăsate părăsite până la dispariția lor completă, eventual erau refolosite materialele de construcție a ruinei. Ruinele istorice, sunt considerate acele care provin în general înainte de anii 1500, aceste ruine prezintă interese culturale căutându-se păstrarea lor prin lucrări de renovare.

## Galerie de imagini

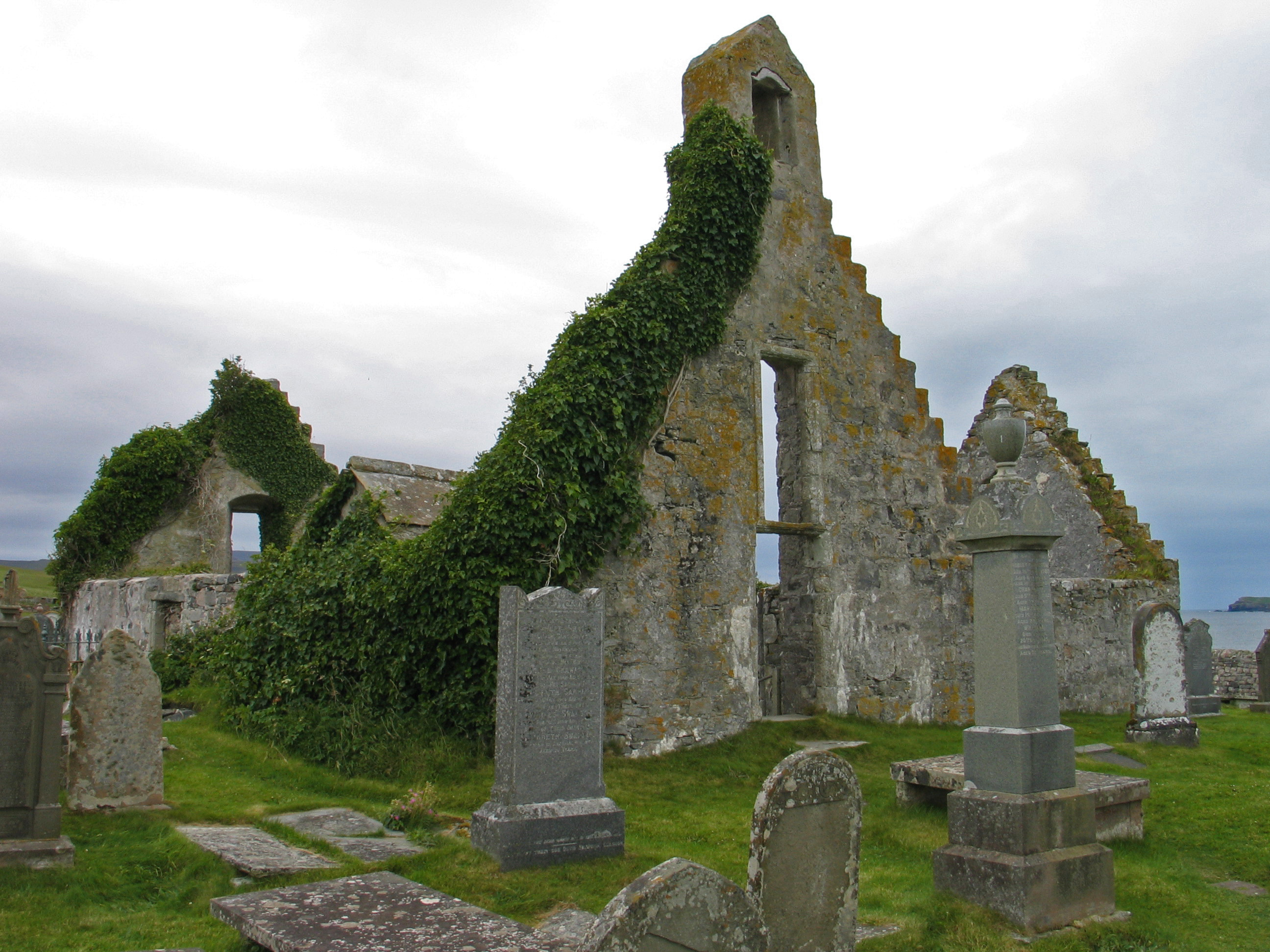
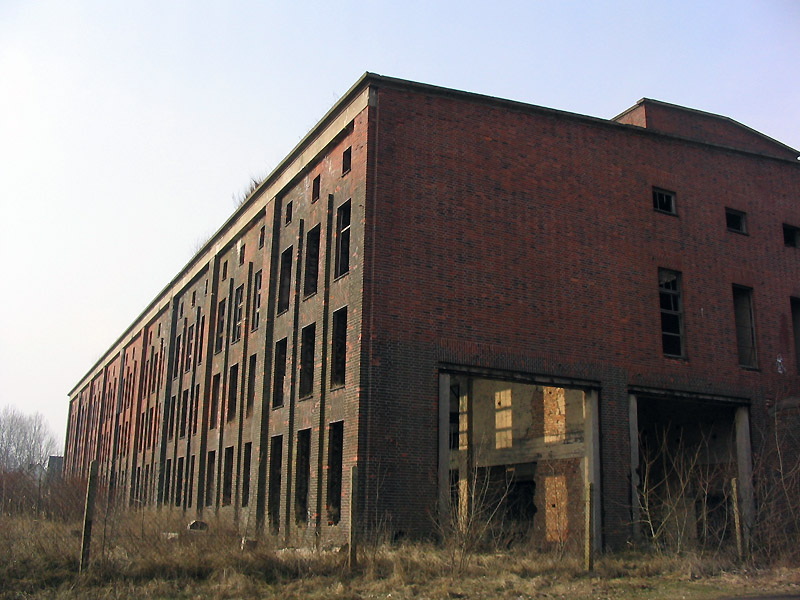
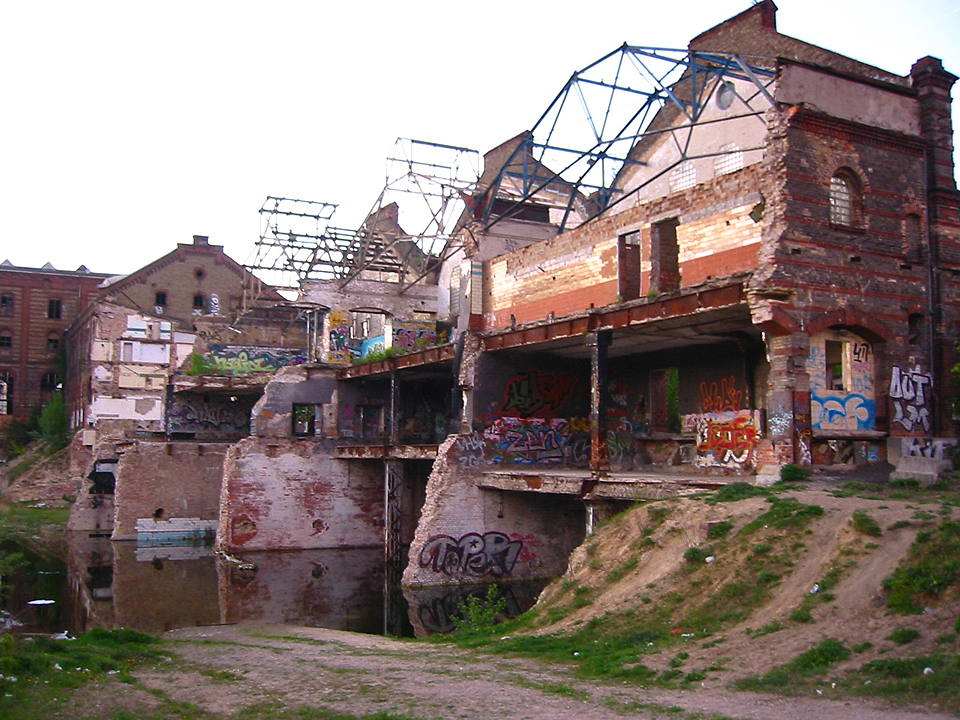
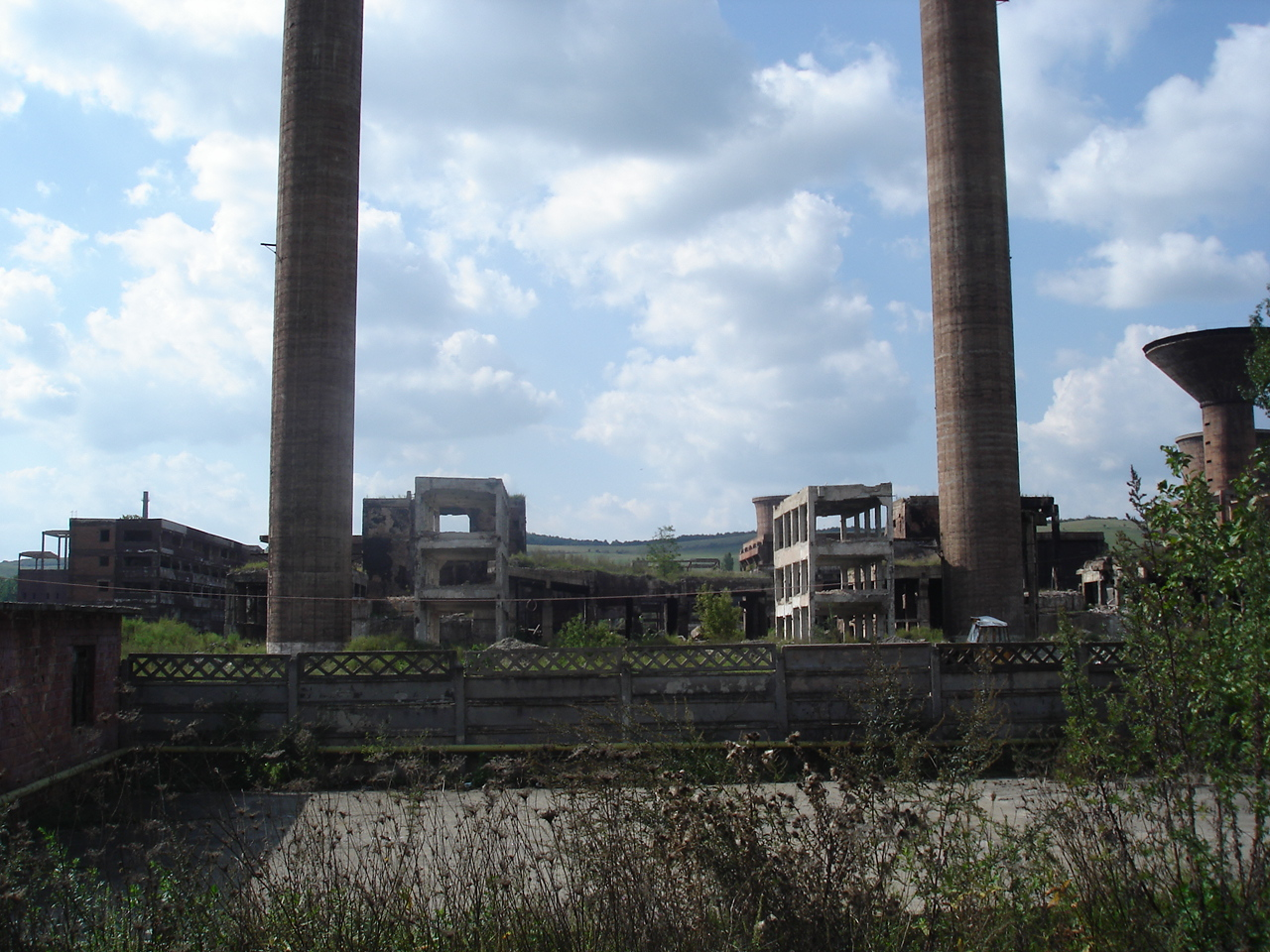
Combinatul din Călan
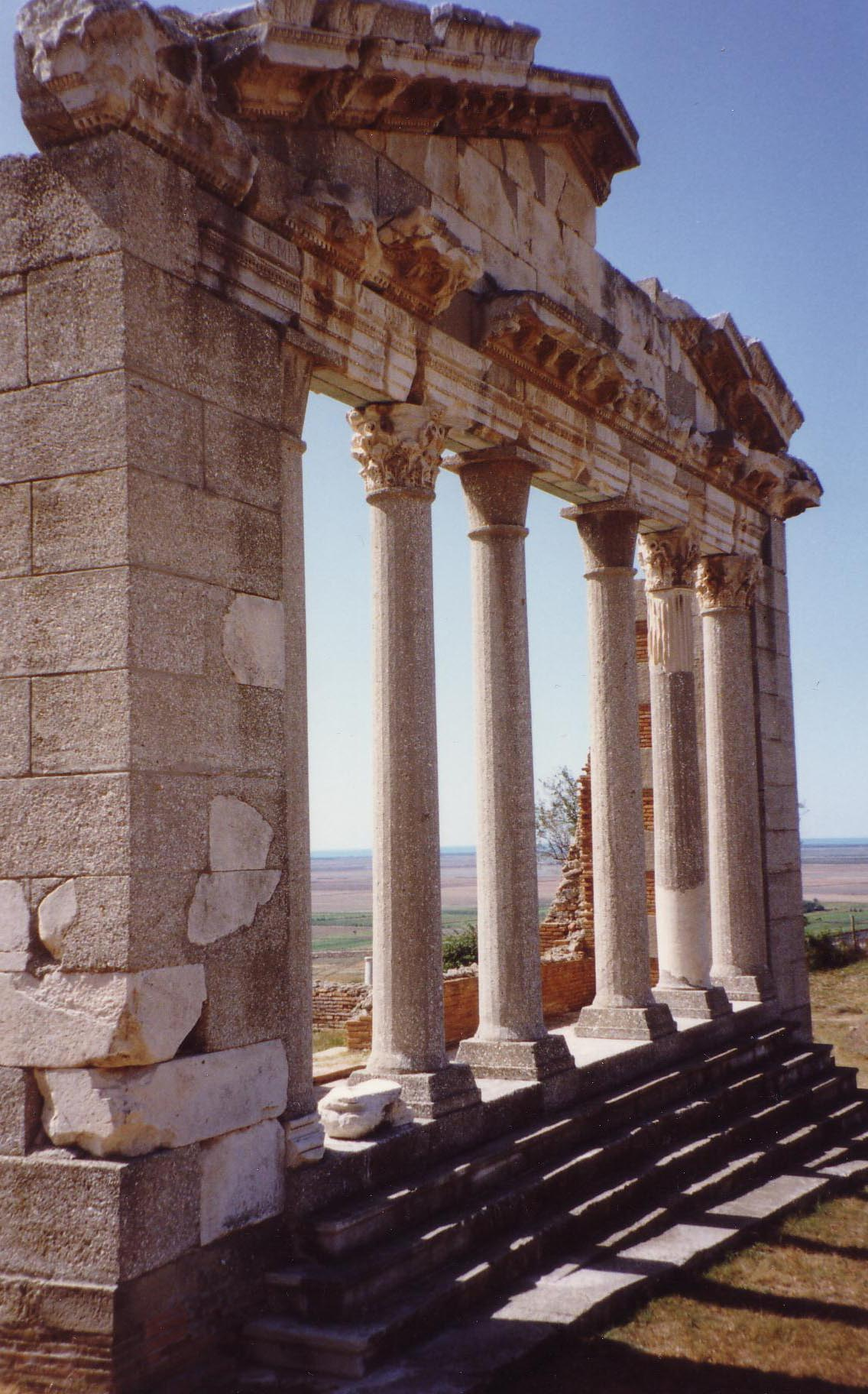

- Combinatul 
 din Călan